# Colfax County (New Mexico)
Colfax County ist ein County im Bundesstaat New Mexico der Vereinigten Staaten. Das County hat 13.750 Einwohner. Der Verwaltungssitz (County Seat) ist Raton.

## Geographie
Das County liegt im Nordosten des Bundesstaates an der Grenze zu Colorado. Der größte Fluss des Countys ist der Canadian River. Er hat seinen Namen von französischen Entdeckern, die glaubten, der Fluss fließe nach Kanada. Das County hat eine Fläche von 9.759 Quadratkilometern; davon sind 29 Quadratkilometer (0,30 Prozent) Wasserflächen.
Das County grenzt im Uhrzeigersinn an das Taos County, Mora County, Harding County und Union County in New Mexico sowie an das Las Animas County und Costilla County in Colorado.

## Geschichte

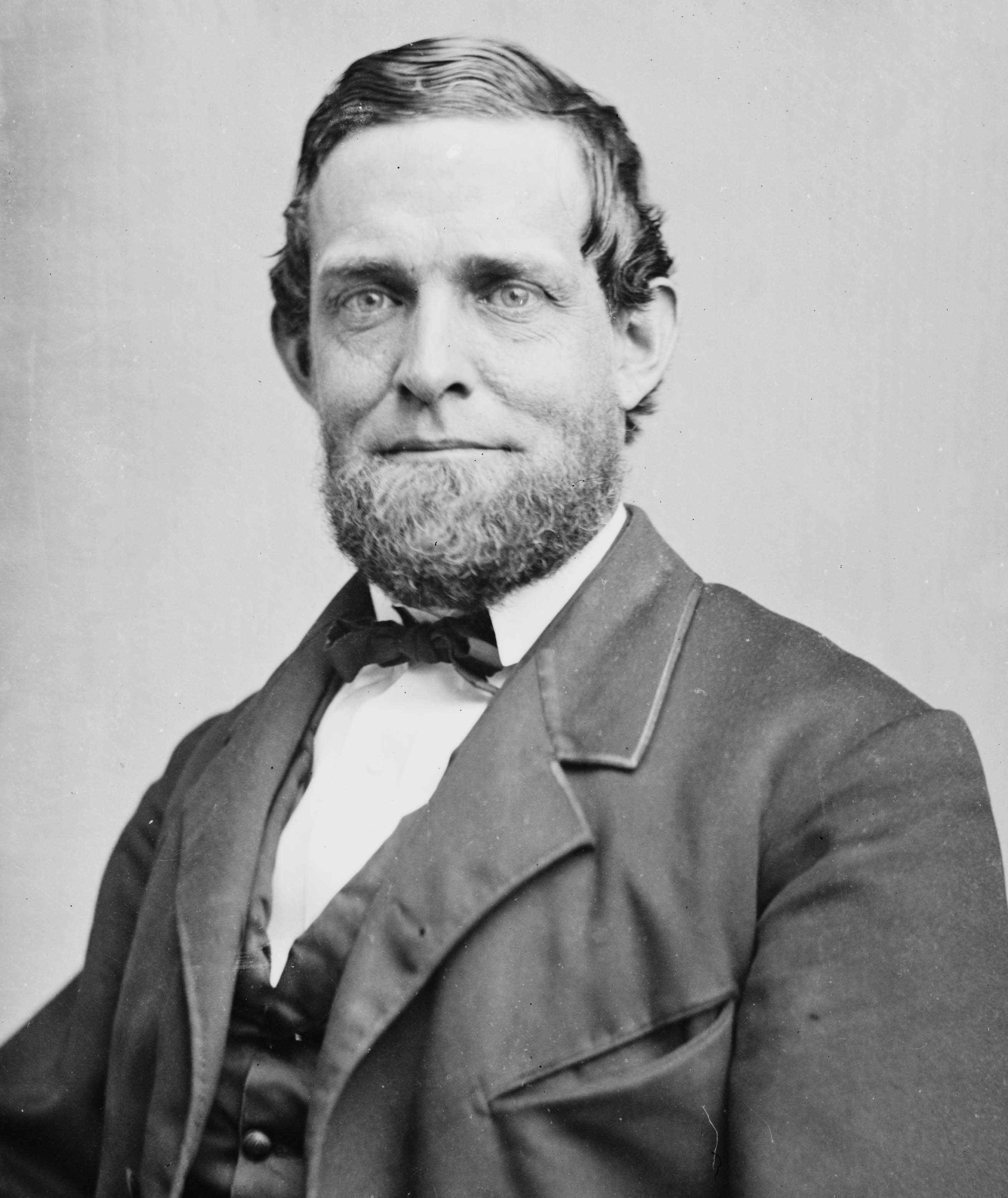
S. Colfax

Das Colfax County wurde nach Schuyler Colfax, dem 17. Vizepräsidenten der Vereinigten Staaten (1869–1873) benannt.

### Historische Objekte
- In Raton befindet sich das Raton Downtown Historic District. Es erstreckt sich in der Ortschaft zwischen dem Rio Grande, der Clark Street sowie der 1st Street und der 3rd Street, und beinhaltet 95 Gebäude. 1977 wurde das Gebiet vom National Register of Historic Places als historisches Distrikt aufgenommen (NRHP-ID 77000923).

Ein Ort hat den Status einer National Historic Landmark, der Raton Pass. 27 Bauwerke und Stätten des Countys sind insgesamt im National Register of Historic Places eingetragen (Stand 16. Februar 2018), darunter die St. John’s Methodist Episcopal Church bei Raton.

## Demografische Daten
Nach der Volkszählung im Jahr 2000 lebten im County 14.189 Menschen. Es gab 5.821 Haushalte und 3.975 Familien. Die Bevölkerungsdichte betrug 1 Einwohner pro Quadratkilometer. Ethnisch betrachtet setzte sich die Bevölkerung zusammen aus 81,50 % Weißen, 0,32 % Afroamerikanern, 1,47 % amerikanischen Ureinwohnern, 0,32 % Asiaten, 0,01 % Bewohnern aus dem pazifischen Inselraum und 12,80 % aus anderen ethnischen Gruppen; 3,59 % stammten von zwei oder mehr ethnischen Gruppen ab. 47,49 % der Bevölkerung waren spanischer oder lateinamerikanischer Abstammung.
Von den 5.821 Haushalten hatten 30,30 % Kinder und Jugendliche unter 18 Jahre, die bei ihnen lebten. 52,80 % waren verheiratete, zusammenlebende Paare, 10,30 % waren allein erziehende Mütter. 31,70 % waren keine Familien. 27,70 % waren Singlehaushalte und in 11,90 % lebten Menschen im Alter von 65 Jahren oder darüber. Die Durchschnittshaushaltsgröße betrug 2,37 und die durchschnittliche Familiengröße lag bei 2,86 Personen.
Auf das gesamte County bezogen setzte sich die Bevölkerung zusammen aus 25,10 % Einwohnern unter 18 Jahren, 6,90 % zwischen 18 und 24 Jahren, 24,50 % zwischen 25 und 44 Jahren, 26,50 % zwischen 45 und 64 Jahren und 16,90 % waren 65 Jahre alt oder darüber. Das Durchschnittsalter betrug 41 Jahre. Auf 100 weibliche Personen kamen 102,70 männliche Personen, auf 100 Frauen im Alter ab 18 Jahren kamen statistisch 98,30 Männer.

Das jährliche Durchschnittseinkommen eines Haushalts betrug 30.744 USD, das Durchschnittseinkommen der Familien betrug 36.827 USD. Männer hatten ein Durchschnittseinkommen von 26.736 USD, Frauen 19.644 USD. Das Prokopfeinkommen betrug 16.418 USD. 14,80 % der Bevölkerung und 12,00 % der Familien lebten unterhalb der Armutsgrenze. 21,20 % davon waren unter 18 Jahre und 9,00 % waren 65 Jahre oder älter.

## Orte im Colfax County
Im Colfax County liegen sechs Gemeinden, davon eine City, eine Town und vier Villages. Zu Statistikzwecken führt das U.S. Census Bureau einen Census-designated place, der dem County unterstellt ist und keine Selbstverwaltung besitzt. Dieser ist wie die Unincorporated Communities gemeindefreies Gebiet.
| City - Raton | Town - Springer |

Villages
| - Angel Fire - Cimarron | - Eagle Nest - Maxwell |

Census-designated places (CDP)
| - Ute Park |

andere Unincorporated Communities
| - Black Lake - Carisbrook - Colmar - Dawson - Dillon | - Elizabethtown - Farley - Miami - Philmont Scout Ranch - Pittsburg | - Sunny Side - Sweetwater - Van Houten |